# Eduardo Cury
Eduardo Pedrosa Cury (São José dos Campos, 19 de setembro de 1963) é um engenheiro industrial, foi prefeito de São José dos Campos de 2005 a 2012, como também deputado federal por São Paulo pelo Partido Liberal.

## Biografia
Eduardo Cury é formado em engenharia industrial pela pela Escola de Engenharia Industrial (ETEP). É casado com Rosanae tem três filhas. Seu avô materno foi um trabalhador rural que vendia queijo na cidade, e seu avô paterno, um imigrante libanês que começou a trabalhar como ambulante antes de abrir uma loja em São José dos Campos.

## Carreira política

### Início
Foi secretário de Governo e de Transportes durante o mandato de Emanuel Fernandes como prefeito de São José dos Campos entre 1997 e 2004. Eduardo foi escolhido pelo grupo político liderado por Emanuel para se candidatar à prefeitura de São José dos Campos em 2004, sendo eleito prefeito no primeiro turno, quando com 179.705 votos (57,65% dos votos válidos), derrotando Carlinhos Almeida do Partido dos Trabalhadores (PT).

### Prefeito de São José dos Campos (2005–2012)
Durante seus dois mandatos como prefeito, Cury foi responsável pela implementação da Casa do Idoso, um centro de referência para o atendimento da população idosa, e o Parque Tecnológico de São José dos Campos, que se tornou um dos maiores complexos de inovação e empreendedorismo do Brasil. Seus esforços foram reconhecidos nacionalmente com a conquista do "Prêmio Sebrae Prefeito Empreendedor", que destacou seu compromisso com o incentivo ao empreendedorismo e ao desenvolvimento local. 
Entre as leis sancionadas por Eduardo Cury durante seu mandato como prefeito, destacam-se: Lei de Incentivo à Inovação Tecnológica, Lei de Regularização Fundiária,Lei de Incentivo ao Esporte e Lei de Incentivo ao Empreendedorismo.
Em 2008, Eduardo Cury foi reeleito também no primeiro turno com 187.930 votos (56,27% dos votos válidos), derrotando o então deputado estadual Carlinhos Almeida (PT).

### Deputado federal por São Paulo (2015–2023)

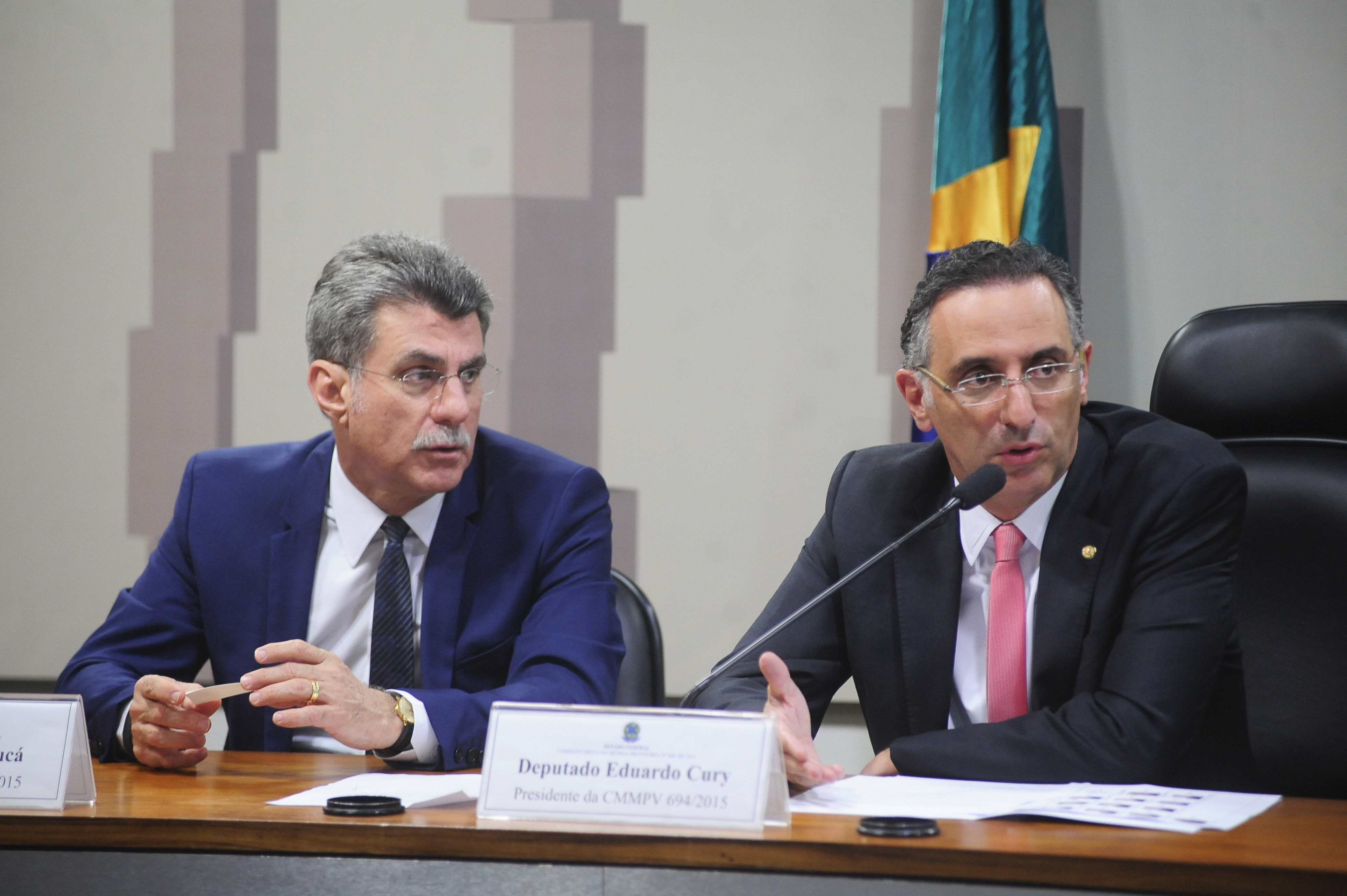
CMMPV - Comissão Mista da Medida Provisoria

Nas eleições de 2014, foi eleito deputado federal por São Paulo com 185.638 votos. Foi reeleito em 2018 e atuou em várias comissões importantes no Congresso Nacional, como a Comissão de Finanças e Tributação e a Comissão de Ciência, Tecnologia e Inovação. 
Votou a favor do Processo de impeachment de Dilma Rousseff. Já durante o Governo Michel Temer votou a favor da PEC do Teto dos Gastos Públicos. Em abril de 2017 foi favorável à Reforma Trabalhista. Em agosto de 2017 votou a favor do processo em que se pedia abertura de investigação do então presidente Michel Temer.
Foi apontado como um dos deputados mais influentes do Congresso Nacional pelo DIAP e pela consultoria Arko Advice.

## Realizações e prêmios
Criou o Parque Vicentina Aranha e implantou o Parque Tecnológico, considerado um dos principais centros de inovação do país. 
Em 2009, recebeu em Moscou o Prêmio Internacional Príncipe Michael de Kent de Segurança Viária. Recebeu por três vezes o maior Prêmio dedicado a avaliar a gestão dos municípios: o Prêmio Prefeito Empreendedor, concedido pelo Sebrae Nacional.
Eduardo Cury concluiu seu mandato na prefeitura em 2012, com 70% de aprovação popular.

## Desempenho em eleições
| Ano  | Eleição                          | Coligação                                                                                              | Partido | Candidata a      | Votos         | Votos em São José dos Campos                                                | Resultado  |
| ---- | -------------------------------- | --- | ------- | ---------------- | ------------- | --------------------------------------------------------------------------- | ---------- |
| 2004 | Municipal de São José dos Campos | PSL, PTN, PL, PPS, PSB, PSDB                                                                           | PSDB    | Prefeito         | —             | 179.705 (1º - turno único)                                                  | Eleito     |
| 2008 | Municipal de São José dos Campos | PRB, PDT, PTB, PSL, PSC, PR, PPS, DEM, PSDC, PRTB, PHS, PSB, PV, PSDB, PTdoB                           | PSDB    | Prefeito         | —             | 187.930 (1º - turno único)                                                  | Eleito     |
| 2014 | Estadual de São Paulo            | PSDB, DEM, PSD, PRB                                                                                    | PSDB    | Deputado Federal | 185.638 (13º) | 133.945 (1º)                                                                | Eleito     |
| 2018 | Estadual de São Paulo            | PSDB, PSD, DEM, PP                                                                                     | PSDB    | Deputado Federal | 94.282 (45º)  | 58.087 (1º)                                                                 | Eleito     |
| 2022 | Estadual de São Paulo            | Fed. PSDB Cidadania, MDB, UNIÃO, PP, Avante, PODE, PROS, Solidariedade, Patriota                       | PSDB    | Deputado federal | 92.225        | 58.343 (1º)                                                                 | Não eleito |
| 2024 | Municipal de São José dos Campos | PL, Federação PSDB-Cidadania, NOVO, MOBILIZA, PSC, PR, PPS, DEM, PSDC, PRTB, PHS, PSB, PV, PSDB, PTdoB | PL      | Prefeito         | —             | 94.947 - 25,96% (2º - primeiro turno) 140.775 - 41,74% (2º - segundo turno) | Não-eleito |

## Casos jurídicos (em análise ou concluídos)

#### Construção do Camelódromo da Praça do Sapo
O Tribunal de Justiça decidiu em agosto de 2021 reformar a decisão de primeira instância que havia condenado o ex-prefeito de São José dos Campos Eduardo Cury (PSDB) por improbidade administrativa, por supostas irregularidades no processo de construção do primeiro camelódromo da Praça do Sapo.
O recurso do tucano foi julgado pela 11ª Câmara de Direito Público, que é formada por três desembargadores. A decisão foi unânime e anulou a multa que havia sido aplicada a Cury. O parlamentar foi absolvido e não responde mais por esse processo, que foi finalizado.

#### Contratação do Ipplan
Eduardo Cury (PL) foi condenado em primeira instância por supostas irregularidades formais na contratação do Instituto de Pesquisa, Administração e Planejamento (Ipplan), de quando o tucano era prefeito de São José dos Campos. A ação foi sugerida pelo Ministério Público em 2018. A irregularidade ocorreu na contratação feita em 2010. A penalidade aplicada foi a suspensão dos direitos políticos por cinco anos e a anulação do contrato de R$ 6,1 milhões. 
Cury recorreu em segunda instância, o Tribunal de Justiça rejeitou recursos do ex-prefeito de São José dos Campos Eduardo Cury (PSDB) e do Ipplan (Instituto de Pesquisa, Administração e Planejamento) e manteve as decisões que consideraram irregular a contratação do instituto pela Prefeitura em 2010. Ele consquistou de volta seus direitos políticos, mas foi condenaod por improbidade administrativa e ao pagamento de 10 salários de quando era prefeito na contratação do IPPLAN.
Ele ainda recorre ao STJ, que não reconheceu erros nas instâncias inferiores. 

#### Reajuste salarial de 2009
Em agosto de 2009, os vereadores aprovaram duas leis que deram aumento de salários aos vereadores, prefeito, vice-prefeito e secretários. Além de reajustar os salários pela inflação acumulada desde a posse, uma das leis criou um gatilho salarial igual ao dos servidores municipais.

O PSTU entrou com uma ação contestando a medida e, em primeira instância, a Justiça de São José entendeu que apenas o aumento dos vereadores era indevido. Posteriormente, o Tribunal de Justiça de São Paulo acolheu recurso e ampliou a condenação para todos.